# Liste der Monuments historiques in Méry-sur-Marne
Die Liste der Monuments historiques in Méry-sur-Marne führt die Monuments historiques in der französischen Gemeinde Méry-sur-Marne auf.

## Liste der Objekte
| Bezeichnung | Beschreibung | Standort                                                | Kennzeichnung | Schutzstatus | Datum | Bild |
| --- | --- | ------------------------------------------------------- | ------------- | ------------ | ----- | ---- |
| Gemälde Heiliger Sebastian | Ölgemälde aus dem 18. Jahrhundert. | Altarbild auf der Südseite in der Kirche St-Rémi (Lage) | PM77002932    | Inscrit      | 1978  |      |
| Prozessionsbanner Heilige Veronika | Banner aus weißer Seide mit Gold- und Silberfäden bestickt und einer Darstellung der heiligen Veronika von Jerusalem, die umrahmt von Weizenähren und Weinreben ein Tuch vor ihrem Körper hält. Entstehungszeit im 19. Jahrhundert. | In der Sakristei der Kirche St-Rémi (Lage)              | PM77002933    | Inscrit      | 1978  |      |
| Grabstein für Charles de Méry und Jeanne d'Aligre                                                                                           | Bemalte Grabtafel aus Stein und einer Holzrückseite mit dem Wappen des Verstorbenen. Hergestellt im 17. Jahrhundert. | An der Nordwand in der Kirche St-Rémi (Lage)            | PM77002931    | Inscrit      | 1978  |      |
| Grabstein von Robert de Méry | Aus Marmor mit einem gravierten Medaillon und dem Wappen des am 23. Oktober 1667 im Alter von 44 Jahren Verstorbenen Robert de Méry. Bezeichnet mit 6. November 1667.                                                               | Im Chor der Kirche St-Rémi (Lage)                       | PM77002930    | Inscrit      | 1978  |      |
| Altar, Tabernakel, Altarbild und drei Gemälde Heiliger Remi der Bischof, Heilige Veronika von Jerusalem und Heilige Margareta von Antiochia | Altar in Form eines Grabes, Altarbild mit verriegelten Säulen und verziertem Giebel. Darunter wurden die drei Ölgemälde angeordnet. Hergestellt im 18. Jahrhundert.                                                                 | In der Kirche St-Rémi (Lage)                            | PM77004790    | Inscrit      | 1994  |      |